# Peebles (Schotland)

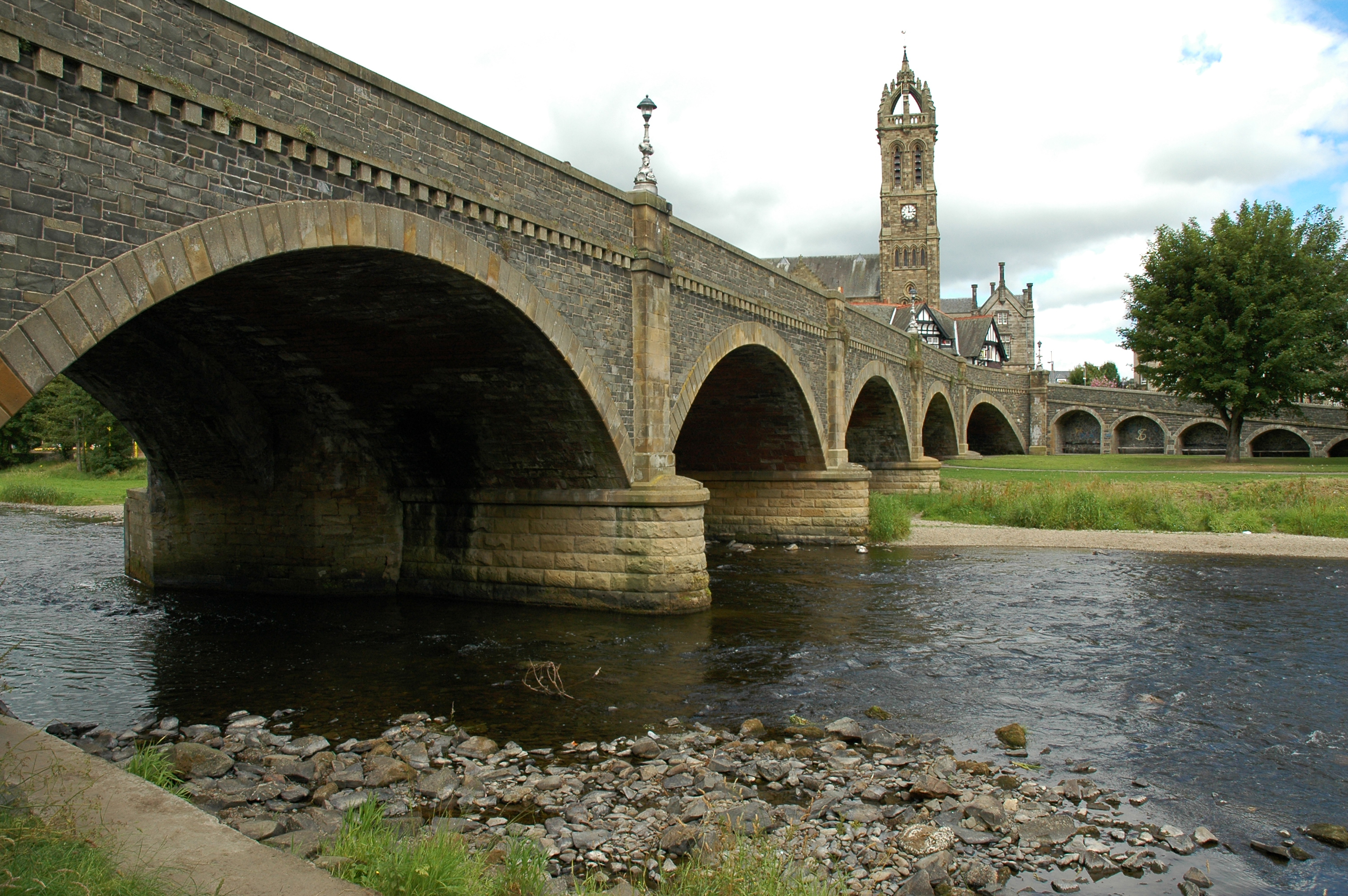
Tweed, Peebles

Peebles is een plaats (burgh) in de committee area Tweeddale, in de Schotse Borders. De stad is gelegen aan de rivier de Tweed, zo'n 35 kilometer ten zuiden van Edinburgh. Het stadje is ontstaan als marktstad en heeft tot aan de jaren zestig van de twintigste eeuw een belangrijke rol gespeeld in de wolindustrie. Tegenwoordig is Peebles meer een forenzenstad die in de zomermaanden veel toeristen trekt.
De belangrijkste bezienswaardigheid is Neidpath Castle, dat te voet te bereiken is via Hay Lodge Park. Het kasteel is geopend voor publiek. Verder kent Peebles verscheidene ruïnes van kerken, zoals St. Andrew's en Cross Kirk. In Peebles staat ook het huis waar de ontdekkingsreiziger Mungo Park als arts heeft gewerkt.
Iemand die in Peebles geboren is, wordt een gutterbluid genoemd. Peebles heeft echter geen ziekenhuis meer, zodat veel kinderen worden geboren in ziekenhuizen buiten de stad.
Peebles ligt aan de A72 tussen Biggar en Galashiels. De A703 verbindt de plaats met Penicuik. 

## Geboren
- Scott Brash (1985), springruiter

## Partnerstad
- Hendaye